# KC Slavia Havířov
KC Slavia Havířov  is een korfbalvereniging uit het Tsjechische Havířov. De club werd opgericht in 1990, maar het duurde 2 jaar om de club goed neer te zetten qua trainingen en leden. Vanaf 1992 speelt de club in de Tsjechische korfbalbond.

## Erelijst
- Tsjechisch kampioen, 3× (1997, 2000, 2001)
- IKF Europa Shield kampioen, 1× (2003)

## Europees
De club deed meerdere malen mee in de Europacup, het hoogste Europese clubtoernooi. 
Het beste resultaat behaalde de club in de editie van 2002, waar de club 3e van Europa werd.